# Hatsukaze (1939)
Hatsukaze (jap. 初風, はつかぜ, ハツカゼ) – niszczyciel japońskiej Cesarskiej Marynarki Wojennej typu Kagerō z okresu II wojny światowej. Brał udział w działaniach od początku wojny na Pacyfiku. Zatopiony 2 listopada 1943 przez amerykańskie okręty podczas bitwy w Zatoce Cesarzowej Augusty.

## Historia
"Hatsukaze" należał do pierwszej serii dużych japońskich niszczycieli typu Kagerō, zamówionej w ramach programu finansowego z 1937 roku. Nazwa znaczy "pierwszy wiatr w roku".
Stępkę pod budowę okrętu położono 3 grudnia 1937 w stoczni Kawasaki w Kobe, kadłub wodowano 24 stycznia 1939, a okręt wszedł do służby 15 lutego 1940.

## Służba
Przed wybuchem II wojny światowej na Pacyfiku, "Hatsukaze" został przydzielony do 16. Dywizjonu Niszczycieli (Kuchikutai) 2. Eskadry Niszczycieli (Suirai Sentai) 2. Floty. Pierwszym dowódcą był kmdr por. Kameshirou Takahashi.

### Początkowy etap walk na Pacyfiku 1941-1942
Bezpośrednio przed rozpoczęciem działań, okręt przypłynął 1 grudnia 1941 ze swoją eskadrą do Palau, skąd eskortował siły przeznaczone do zdobycia południowych Filipin, a następnie Holenderskich Indii Wschodnich. Między innymi, między 6 a 15 grudnia eskortował lotniskowiec "Ryūjō". W kolejnych dniach osłaniał siły dokonujące inwazji na Davao (20 grudnia), Manado (11 stycznia 1942), Kendari (24 stycznia), Ambon (31 stycznia), Timor (20 lutego), południową Jawę (27 lutego).
W dniach 27-28 lutego wziął udział w bitwie na Morzu Jawajskim, dokonując m.in. ataków torpedowych na alianckie okręty. W marcu pełnił patrole przeciwpodwodne na Morzu Jawajskim, po czym od 31 marca do 3 kwietnia wspierał siły inwazyjne na Wyspę Bożego Narodzenia. Po pobycie w Makasarze, 3 maja popłynął do Japonii (Kure) na krótki remont.
W dniach 3–6 czerwca 1942, "Hatsukaze" brał udział w operacji mającej na celu zajęcie Midway, osłaniając transportowce (do inwazji nie doszło na skutek klęski w bitwie pod Midway).

### Rejon Wysp Salomona (1942–1943)

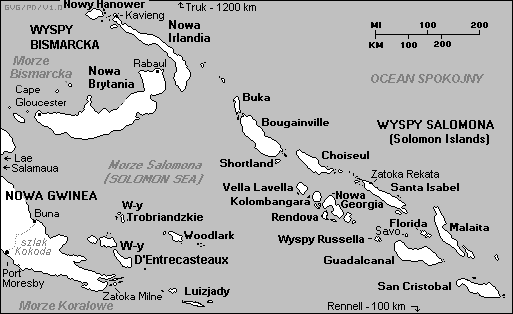
Rejon działań 1942–1943 (baza Truk leży poza mapą, ok. 1300 km na północ od Rabaulu)

14 lipca 1942 r. 16. Dywizjon Niszczycieli został włączony w skład 10. Eskadry Niszczycieli 3. Floty, operującej na obszarze archipelagu Wysp Salomona, gdzie od sierpnia toczyły się intensywne walki o Guadalcanal. "Hatsukaze" został tam skierowany 16 sierpnia, eskortując jednostki floty z Kure do Truk. Następnie 24 sierpnia eskortował siły Zespołu Uderzeniowego  wiceadmirała Chūichi Nagumo podczas powietrzno-morskiej bitwy koło wschodnich Wysp Salomona. We wrześniu-październiku patrolował w rejonie Truk, po czym 26 października 1942, eskortował Zespół Uderzeniowy wiceadm. Nagumo podczas powietrzno-morskiej bitwy koło wysp Santa Cruz. Eskortował następnie uszkodzone lotniskowce  "Shōkaku" i "Zuihō" do Truk, po czym na początku listopada eskortował "Zuikaku" z Truk do Kure, a na początku stycznia z powrotem z Japonii do Truk.
Po przepłynięciu na wyspę Shortland, 10 stycznia 1943 "Hatsukaze" osłaniał nocną operację dowozu zaopatrzenia w pojemnikach przez niszczyciele na Guadalcanal (tzw. Tokyo Express). Brał udział w zatopieniu amerykańskich kutrów torpedowych PT-43 i PT-112, lecz został przy tym uszkodzony torpedą w lewą burtę, prawdopodobnie przez PT-112. 2 lutego przepłynął z Shortland do Truk, po czym, po prowizorycznych naprawach, 14 kwietnia udał się na remont do Kure, eskortując przy tym krążownik "Kashima".
Po remoncie i zmianie dowódcy, w dniach 16-23 sierpnia "Hatsukaze" eskortował pancernik "Yamato" do Truk. Między 18-25 września i ponownie 16-28 października eskortował flotę z Truk do atolu Eniwetok i z powrotem, z powodu rajdów amerykańskich lotniskowców na centralny Pacyfik.
Między 30 października a 1 listopada "Hatsukaze" transportował personel lotniczy z Truk do Rabaulu, po czym 1 listopada wyruszył stamtąd z siłami przeznaczonymi do zniszczenia sił amerykańskich na południe od Bougainville. Po północy 2 listopada 1943 wziął udział w bitwie w Zatoce Cesarzowej Augusty. Został podczas niej uszkodzony w kolizji z krążownikiem "Myōkō", tracąc urwany dziób, po czym został zatopiony ogniem dział amerykańskich niszczycieli USS "Spence", USS "Ch. F. Ausuburne", USS "Dyson", USS "Stanley" i USS "Claxton", tonąc o 5.39. Zatonął na pozycji 6°01′S 153°58′E/-6,016667 153,966667 z całą załogą, w tym dowódcą kmdr. por. Ashidą. 3 stycznia 1944 został oficjalnie skreślony z listy floty.

## Dowódcy
Źródło:
| 1. | kmdr por. Kameshirou Takahashi | - 1941 – 28 grudnia 1942           |
| 2. | kmdr por. Yasumasa Watanabe    | - 28 grudnia 1942 – 1 lipca 1943   |
| 3. | kmdr por. Buichi Ashida        | - 1 lipca 1943 – 2 listopada 1943† |

## Dane techniczne
Opis konstrukcji i szczegółowe dane – w artykule niszczyciele typu Kagerō. Poniżej dane ogólne dla niszczycieli tego typu.
- wyporność:
  - standardowa: 2033 t
  - pełna: ok. 2600 t
- wymiary:
  - długość całkowita: 118,5 m
  - długość na linii wodnej: 116,2 m
  - szerokość: 10,8 m
  - zanurzenie: 3,8 m
- napęd: 2 turbiny parowe o mocy łącznej 52 000 KM, 3 kotły parowe (ciśnienie pary 30 at), 2 śruby
- prędkość maksymalna: 35 w.
- zasięg: 5000 mil morskich przy prędkości 18 w.
- zapas paliwa: 500 t.
- załoga: 240

### Uzbrojenie i wyposażenie
- 6 dział 127 mm w wieżach dwudziałowych (3xII).
  - długość lufy – L/50 kalibrów, kąt podniesienia 55°
- 4 działka przeciwlotnicze 25 mm Typ 96 (2xII)
- 8 wyrzutni torpedowych 610 mm (2xIV, 16 torped Typ 93)
- 2 miotacze bomb głębinowych (16 bomb głębinowych)